# Comando de la Aviación Naval Argentina
Comando de la Aviación Naval Argentina (bogstaveligt "Kommandoen for den argentinske flådes flyvetjeneste", forkortes COAN) er den argentinske flådes flyvetjeneste. COAN blev oprettet i 1919.
Tjenesten består af helikoptere, der opererer fra destroyere og fregatter, samt langtrækkende, landbaserede patruljefly og transportfly til blandt andet det argentinske engagement på Antarktis.

## COAN under falklandskrigen
3° Escuadrilla de Caza y Ataque: Under falklandskrigen i 1982 havde COAN otte brugte A-4Q Skyhawk-jetfly fra vietnamkrigen og i starten opererede de fra hangarskibet ARA 25 de Mayo. Den 2. maj under et knibtangsangreb på den britiske hovedflåde øst for Falklandsøerne skulle Skyhawks angribe fra nord, mens krydseren ARA General Belgrano angreb fra syd. På grund af for lav vindhastighed kunne de tungt lastede Skyhawks ikke lette, og angrebet blev aflyst. Hvis vinden havde været kraftigere, er det sandsynligt, at man ville have kørt højrekørsel på Falklandsøerne i dag.
Efter ARA General Belgranos sænkning senere den dag, opererede flyene fra FAAs base Río Grande i det sydlige Argentina. De angreb de britiske flådestyrker med konventionelle bomber, beskadigede en del og sænkede fregatten HMS Ardent. Tre af COAN's Skyhawks blev skudt ned d. 21. maj, de to af piloterne nåede at skyde sig ud med katapultsæde mens premierløjtnant Márquez styrtede ned med sit fly. Orlogskaptajn Zubizarreta landede sin beskadigede Skyhawk på Río Grandebasen d. 23. maj, men døde kort efter på hospitalet.
2° Escuadrilla de Caza y Ataque: COAN havde også fire operative Dassault Super Étendard jetkampfly, der var et moderne fransk hangarskibsfly, der kunne affyre exocetmissiler. Hangarskibet ARA 25 de Mayo var endnu ikke ombygget til Super Étendard, så de opererede fra FAA-basen Río Grande. Det femte Super Étendard-fly (serienummer 201) blev kannibaliseret til reservedele.

Den 4. maj angreb to Super Étendard (serienumre 202 og 203) den britiske flåde med hver sit exocet-missil. Britisk elektronisk krigsførelse forstyrrede missilernes målsøgning, så ingen af de britiske hangarskibe blev ramt. I stedet blev destroyeren HMS Sheffield ramt, og det andet missil ramte ved siden af fregatten HMS Yarmouth og løb tør for brændstof.
Den 25. maj angreb to Super Étendard (serienumre 203 og 204) et mål, de troede var et britisk hangarskib. Det viste sig at være containerskibet Atlantic Conveyor, der blev skudt i brand. Derefter havde COAN kun ét exocet-missil tilbage.
Den 30. maj affyrede en Super Étendard (serienummer 202) det sidste exocet-missil mod hangarskibet HMS Invincible. Fire Skyhawkfly fra FAA fulgte i missilets spor, og herefter bliver argentinske og britiske kilder uenige:
- Argentinerne hævder, at Skyhawk-piloterne fulgte en sort røgsøjle i horisonten, opdagede at det var HMS Invincible, der brændte, og tømte deres bombelast over hangarskibet.
- Briterne hævder, at argentinerne så et røgslør[2] fra fregatten HMS Avenger og prøvede at angribe HMS Avengers helikopterdæk.
- Argentinernes version: Royal Navys røgslør er hvide, erfarne piloter kan godt se forskel på hangarskibe og helikopterdæk, og HMS Invincible deltog IKKE i sejrsparaden og dukkede først op i England i september 1982 med et stort nymalet felt i bagbord side.
- Briternes version: Briterne har været meget åbne om egne tab ved andre skibsangreb.
  - Omkring 2.000 søfolk og adskillige pressefolk var om bord på HMS Invincible d. 30. maj. Det virker usandsynligt, at der ikke blev taget et eneste kompromitterende billede, til trods for alle de artikler og bøger der er blevet udgivet siden falklandskrigen[3].

Da Argentina ikke kunne skaffe flere AM-39 luft-til-skib exocetmissiler, gik Super Étendard-eskadrillen d. 1. juni i gang med at øve kast af konventionelle bomber mod sømål. Den argentinske flådeledelse tøvede dog med at bruge deres nye fly, så falklandskrigen sluttede, før de blev indsat igen.
1° Escuadrilla de Ataque: Seks Aermacchi MB.339 jetovergangstræningsfly, også brugt af det italienske opvisningshold Frecce Tricolori, blev udstationeret i Port Stanley på Falklandsøerne. Disse udgjorde en næsten symbolsk lufttrussel mod de britiske styrker med deres påmonterede maskingeværer og ustyrede raketter. Den 3. maj ramte premierløjtnant Benitez uden for landingsbanen i tågen og omkom. Ved briternes landgang d. 21. maj angreb en MB.339 som det første argentinske fly landgangsflåden og dræbte to konstabler på HMS Argonaut. Den 28. maj, mens kampene rasede på jorden omkring Goose Green, blev sekondløjtnant Miguel dræbt af et Blowpipe skulderaffyret missil affyret af Royal Marines. Resten af krigen blev MB.339 holdt på jorden, og tre af dem blev erobret intakte af briterne.
4° Escuadrilla de Ataque: Fire Beechcraft T-34C Mentor elementærskolefly blev ligeledes udstationeret på Falklandsøerne med samme bevæbning som MB.339. Da Mentor er propelfly, kunne de nøjes med græsbanen på Pebble Island, Vestfalkland. Natten til d. 15. maj saboterede SAS alle fly på Pebble Island: de fire T-34C, seks af luftvåbenets Pucará lette jagerbombere og et af kystvagtens Skyvan lette transportfly.
1° Escuadrilla Aeronaval de Helicópteros: COAN var ved at indføre Westland Lynx flådehelikoptere til at afløse de aldrende Alouette III. Man havde i 1982 to Lynx-helikoptere, der var udstationeret om bord på ARA's nyeste destroyere. Under Operation Rosario d. 2. april udførte disse destroyere nærstøtte, og helikopterne udførte rekognoscering ved Port Stanley. Den 2. maj ledte ARA Santisima Trinidads Lynx-helikopter (3-H-42) efter britiske atomubåde nord for Falklandsøerne i forbindelse med ARA's knibtangsangreb. På grund af en fejl havarerer helikopteren. Besætningen overlever, og den anden Lynx (3-H-41) kom ikke i aktion grundet ARA Hercules tilbagetrækning til Argentinas kyst. På grund af eksportforbuddet kunne Argentina ikke købe flere Lynx-helikoptere. Da der ikke var økonomi i kun at have én helikopter, solgte COAN den til Søværnets Flyvetjeneste. Her blev den skåret i to stykker og cockpittet bliver brugt af Søværnets Taktikkursus til at træne observatører, og resten blev brugt til træning i nødreparationer af krigskader (Air Battle Damage Repair).